# 146 Люцина
146 Люцина (146 Lucina) — астероїд головного поясу, відкритий 8 червня 1875 року.